# Heart of Dixie (мікстейп)
Heart of Dixie — мікстейп американського репера Yelawolf та продюсера M-16, виданий у вигляді безкоштовного завантаження на сайтах LiveMixtapes та DatPiff 4 липня 2012 р. Гост: DJ Frank White. Усі вищезгадані особи з Алабами.
Усі треки спродюсував M-16. Наразі реліз має срібний статус (за критеріями DatPiff), на сайті його безкоштовно завантажили понад 69 тис. разів.

## Список пісень
| #   | Назва                                         | Продюсер | Тривалість |
| --- | --------------------------------------------- | -------- | ---------- |
| 1.  | «Howdy»                                       | M-16     | 3:52       |
| 2.  | «Let Me Out»                                  | M-16     | 3:58       |
| 3.  | «Be the One»                                  | M-16     | 5:52       |
| 4.  | «Big Nutz»                                    | M-16     | 3:07       |
| 5.  | «White Boy Shit»                              | M-16     | 4:43       |
| 6.  | «Fuck Me»                                     | M-16     | 4:42       |
| 7.  | «Sobriety Sucks»                              | M-16     | 4:15       |
| 8.  | «Out My Face» (з участю Shawty Fatt та Rittz) | M-16     | 3:56       |
| 9.  | «Father's Day»                                | M-16     | 3:36       |
| 10. | «Wrap Song»                                   | M-16     | 3:07       |